# برت ام. فرنالد
برت ام. فرنالد (به انگلیسی: Bert M. Fernald) سناتور سابق عضو حزب جمهوری‌خواه ایالات متحده آمریکا بود. وی در سال ۱۹۱۶ تا ۱۹۲۶ میلادی سناتور ایالت مین در سنای ایالات متحده آمریکا بود.